# YouGov
 (novembre 2013).
YouGov est une société internationale de sondages et d'étude de marché basée sur Internet. Elle a été fondée au Royaume-Uni en mai 2000 par Stephan Shakespeare (actuel directeur général), et Nadhim Zahawi, ancien directeur général.
YouGov a son siège social au Royaume-Uni ; elle est membre du British Polling Council (association de sociétés d'études de marché dont les sondages d'opinion sont régulièrement publiés ou diffusés dans les médias du Royaume-Uni) ; elle est aussi enregistrée à l'Information Commissioner's Office du Royaume-Uni.

## Géographie
Le groupe YouGov compte 21 antennes dans le monde, à travers le Royaume-Uni, les États-Unis, l'Europe, les pays nordiques et le Moyen- Orient.

## Histoire, gouvernance
L'ancien président directeur général de YouGov, Nadhim Zahawi, a démissionné du conseil de direction pour se présenter à l'élection générale de 2010 et il est maintenant député de Stratford-sur-Avon pour le compte du Parti conservateur. 
L'actuel PDG, Stephan Shakespeare, était candidat conservateur à Colchester lors de l'élection générale de 1997.
Depuis avril 2007 YouGov est dirigé par Roger Parry, en remplacement du commentateur politique Peter Kellner qui exerce maintenant les fonctions président de la société. Quand YouGov était évalué à 18 millions de livres en avril 2005 Kellner détenait 6 % de la société. 
En 2006, YouGov a acquis une société d'études de marché établie à Dubaï (Siraj) et en 2007, il a continué à se développer en acquérant des entreprises d'études de marché aux États-Unis (Polimetrix), en Allemagne (Psychonomics) et en Scandinavie (Zapera). Entre 2009 et 2011, YouGov a élargi ses activités aux États-Unis grâce à trois nouvelles acquisitions supplémentaires (Clear Horizons, Harrison Group et Definitive Insights). Chacune d'elles a été renommée YouGov et fait partie du groupe YouGov, avec les entreprises organiques au Royaume-Uni et en France.

## Financements, actionnaires
L'actuel PDG, Stephan Shakespeare, en possède environ 10 %.

## Clients
Parmi les médias clients du Groupe YouGov figurent The Sun, The Times, The Guardian, The Economist, The Huffington Post, Bild, CBS News, Al Aan TV et Samaa TV.